# Mimmi Cyon
Mimmi Cyon (* 27. April 1999) ist eine schwedische Schauspielerin.

## Leben und Karriere
Cyon wurde am 27. April 1999 geboren. Sie wuchs in Stockholm auf und besuchte die Södra Latins Gymnasium. Ihr Debüt gab sie 2018 in der Fernsehserie Jägarna. Von 2018 bis 2021 spielte sie in der Serie Det som göms i snö mit. Außerdem wurde Cyon 2021 für die Netflixserie Young Royals gecastet. Unter anderem trat sie in Korridoren auf. 2023 wird man sie in der Serie Trolltider – legenden om Bergatrollet sehen.

## Filmografie
Serien
- 2018–2021: Jägarna
- 2018–2021: Det som göms i snö
- 2021–2022: Young Royals
- 2022: Korridoren
- 2023: Trolltider – legenden om Bergatrollet